# Lotoala Metia
Lotoala Metia Tealofi (mort le 21 décembre 2012) est un ancien footballeur devenu homme politique tuvaluan. 

## Biographie

### Carrière footballistique
Attaquant de Korogege Football Club, il est international tuvaluan et participe aux Jeux du Pacifique Sud de 1979, battus en quarts-de-finale.

### Carrière politique
Il est élu une première fois au Fale i Fono (parlement national) lors des élections législatives d'août 2006, en tant que député de Nukufetau. Il est alors nommé ministre des Finances, de la Planification économique et des Industries dans le gouvernement du premier ministre Apisai Ielemia.
Il conserve son siège de député lors des élections législatives de 2010, mais le nouveau premier ministre Maatia Toafa ne le reconduit pas au gouvernement. Trois mois plus tard, en décembre, Metia aide Willy Telavi à renverser le gouvernement Toafa par une motion de confiance. Telavi devient premier ministre et nomme Metia ministre des Finances. 
Le mois suivant, en janvier 2011, des citoyens de sa circonscriptions demandent sa démission, mécontents qu'il ait rejoint le gouvernement Telavi. Une manifestation pacifique a lieu à Funafuti, la capitale ; en réponse, le gouvernement décrète l'état d'urgence et interdit temporairement tout rassemblement de dix personnes ou plus,. Des membres du falekaupule de son île, le « puissant conseil des anciens », tentent en vain de le persuade de rejoindre l'Opposition parlementaire et d'aider à porter celle-ci au pouvoir.
En septembre 2012, il tombe malade, et passe les mois qui suivent en Nouvelle-Zélande. Il retourne aux Tuvalu pour voter en faveur du budget au Parlement le 13 décembre. Il est admis au centre de soins intensifs de son pays, puis est dépêché aux Fidji le 20 décembre pour y être hospitalisé. Il décède à l'hôpital à Suva le lendemain. La nature de sa maladie n'a pas été rendue publique.
Son décès prive le gouvernement Telavi d'une majorité claire au Parlement : il ne dispose plus que de sept sièges, soit autant que l'opposition. Dès lors, le gouvernement ne convoque plus le Parlement. Une élection partielle doit se tenir pour le siège laissé vacant par Metia, à Nukufetau ; Telavi parvient à retarder sa tenue jusqu'à ce qu'une décision de justice le contraigne à permettre cette élection, le 28 juin 2013. Le siège est remporté par le candidat de l'opposition, Elisala Pita. L'opposition demande alors que le Parlement soit convoqué, afin que le gouvernement puisse être destitué par une motion de censure déposée par la nouvelle majorité. Il s'ensuit une crise constitutionnelle, qui aboutit à la chute du gouvernement Telavi.